# Silvicultrix
Genre
Silvicultrix est un genre d'oiseaux de la famille des Tyrannidae. Plusieurs bases de données comme Catalogue of Life, ITIS et l'Animal Diversity Web considèrent les espèces de ce genre comme faisant partie du genre Ochthoeca,, contrairement au Congrès ornithologique international qui les en a séparées à la suite des travaux de Tello et al. et de Harshman en 2009.

## Liste des espèces
Selon la classification de référence du Congrès ornithologique international (version 9.1, 2019) :
- Silvicultrix frontalis (Lafresnaye, 1848) – Pitajo couronné
  - Silvicultrix frontalis albidiadema (Lafresnaye, 1848)
  - Silvicultrix frontalis frontalis (Lafresnaye, 1847)
- Silvicultrix spodionota (von Berlepsch & Stolzmann, 1896) – Pitajo méridional
  - Silvicultrix spodionota spodionota (von Berlepsch & Stolzmann, 1896)
  - Silvicultrix spodionota boliviana (Carriker, 1935)
- Silvicultrix pulchella (Sclater, PL & Salvin, 1876) – Pitajo à sourcils d'or
  - Silvicultrix pulchella similis (Carriker, 1933)
  - Silvicultrix pulchella pulchella (Sclater, PL & Salvin, 1876)
- Silvicultrix diadema (Hartlaub, 1843) – Pitajo diadème
  - Silvicultrix diadema jesupi (Allen, JA, 1900)
  - Silvicultrix diadema rubellula (Wetmore, 1946)
  - Silvicultrix diadema tovarensis (Gilliard, 1940)
  - Silvicultrix diadema diadema (Hartlaub, 1843)
  - Silvicultrix diadema gratiosa (Sclater, PL, 1862)
- Silvicultrix jelskii (Taczanowski, 1883) – Pitajo de Jelski, Pitajo des Andes